# Plathemis subornata
Plathemis subornata is een libellensoort uit de familie van de korenbouten (Libellulidae), onderorde echte libellen (Anisoptera).
De wetenschappelijke naam Plathemis subornata is voor het eerst geldig gepubliceerd in 1861 door Hagen.